# Bóng đá tại Thế vận hội Mùa hè 1906
Tại Thế vận hội Mùa hè 1906, hay còn gọi là "Thế vận hội xen kẽ", ở Athens diễn ra một giải bóng đá không chính thức. Chỉ có bốn đội tham dự, ba trong số đó là các câu lạc bộ Hy Lạp và Đế quốc Ottoman. Huy chương vàng được trao cho Đan Mạch còn huy chương bạc và đồng cho Thổ Nhĩ Kỳ.
Đội của Athens bỏ cuộc vào giờ nghỉ giữa hai hiệp trận chung kết để giữ thể diện, và được mời đá lại trận tranh hạng nhì, nhưng từ chối và bị gạch tên ra khỏi giải. Smyrna và Thessaloniki, các thành phố của Ottoman thời điểm đó, là hai đội thi đấu trận tranh huy chương bạc.
Thành phần đội Thessaloniki là các cầu thủ Hy Lạp thuộc nhóm "Những người bạn của nghệ thuật" (Omilos Philomuson, sau này trở thành Iraklis Thessaloniki F.C.). Đội Smyrna bao gồm các cầu thủ Anh, Pháp và Armenia. Đội Đan Mạch gồm các cầu thủ từ Hiệp hội bóng đá København.

## Kết quả

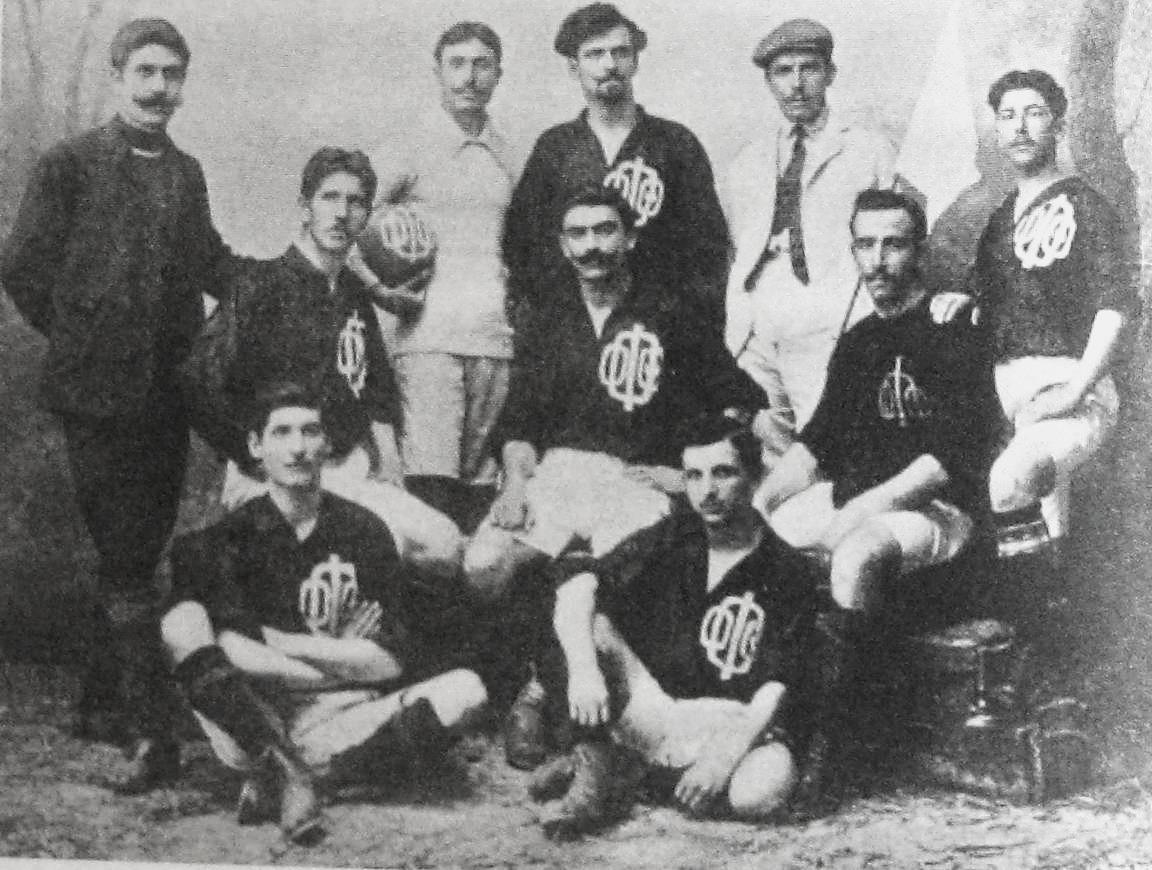
Thessaloniki

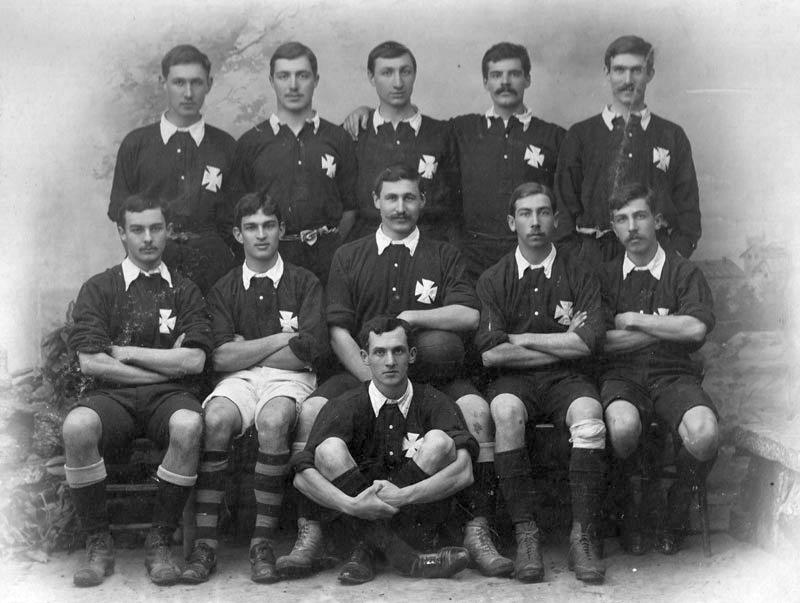
Smyrna

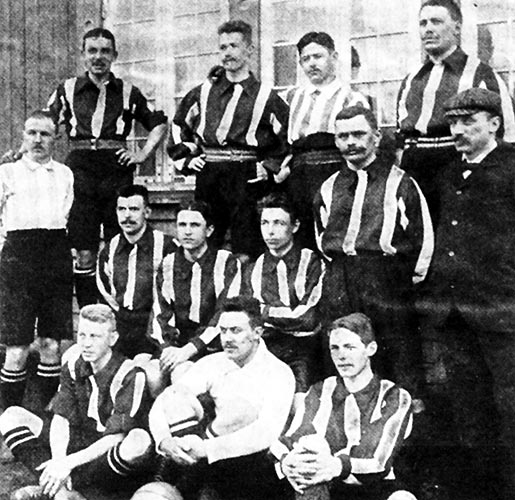
Đan Mạch

| 23/4                      | 23/4 | 23/4 | 23/4 | 23/4         | 23/4 |
| ------------------------- | ---- | ---- | ---- | ------------ | ---- |
| Đan Mạch                  | 5    | -    | 1    | Smyrna       |      |
| Athens                    | 5    | -    | 0    | Thessaloniki |      |
| Chung kết, 24/4           |      |      |      |              |      |
| Đan Mạch                  | 9    | -    | 0    | Athens       |      |
| Trận tranh hạng nhì, 25/4 |      |      |      |              |      |
| Smyrna                    | 12   | -    | 0    | Thessaloniki |      |

## Đội hình
- Đan Mạch: Viggo Andersen, Peder Pedersen, Charles von Buchwald, Parmo Ferslev, Stefan Rasmussen, Aage Andersen, Oscar Nielsen, Carl Pedersen, Holger Frederiksen, August Lindgren, Henry Rambusch, Hjalmar Herup
- Smyrna, Đế quốc Ottoman: Edwin Charnaud, Zareh Kuyumdyan, Edouard Giraud, Jacques Giraud, Henri Joly, Percy de la Fontaine, Donald Whittal, Albert Whittal, Godfrey Whittal, Harold Whittal, Edward Whittal.
- Thessaloniki, Đế quốc Ottoman: Georgios Vaporis, Nikolaos Pindos, Antonios Tegos, Nikolaos Pentzikis, Ioannis Kyrou, Georgios Sotiriadis, Vasilios Zarkadis, Dimitrios Mikhitsopoulos, Antonios Karagionidis, Ioannis Abbot, Ioannis Saridakis.
- Athens, Hy Lạp: Panagiotis Vrionis, Nikolaos Dekavalas, Georgios Merkouris, Konstantinos Botasis, Grigorios Vrionis, Panagiotis Botasis, Georgios Gerontakis, Alexandros Kalafatis, Theodoros Nikolaidis, Konstantinos Siriotis, A. Georgiadis.